# Мусиевка (Луганская область)
Мусиевка (укр. Мусіївка) — село в Меловском районе Луганской области Украины, административный центр Мусиевского сельского совета.

## История
Являлась слободой Стрельцовской волости Старобельского уезда Харьковской губернии Российской империи.
В 1924 году селение вошло в состав Меловского района Ворошиловградской области.
В ходе Великой Отечественной войны с лета 1942 до начала 1943 года находилось под немецкой оккупацией.
Население по переписи 2001 года составляло 916 человек.

## Местный совет
92533, Луганська обл., Міловський р-н, с. Мусіївка, вул. Радянська, 42  (укр.)